# 押田勇雄
押田 勇雄（おしだ いさお、1914年9月5日 - 1988年4月10日）は、日本の物理学者。上智大学名誉教授。理学博士（東京大学）。

## 略歴
神奈川県横浜市西戸部出身。母は日本画家押田翠雨。1939年、東京帝国大学理学部物理学科卒業。1951年、「液体の物性論的研究」で東京大学より理学博士の学位を取得。東京帝国大学助手を経て、1940年に名古屋帝国大学工学部助教授。1951年、小林理学研究所研究員となり、1953年に主任研究員兼学習院大学教授。1965年、上智大学教授へ転じ、1985年に定年を迎えて名誉教授となった。また、太陽エネルギー研究所所長を務めた。墓所は多磨霊園。

## 著書
- 『蒸発・乾燥』河出書房 1950
- 『太陽エネルギー』日刊工業新聞社 1958
- 『エネルギーの話 エネルギー革命と人間生活』講談社(ブルーバックス)1964
- 『物理学の構成』培風館 (新物理学シリーズ) 1968
- 『物理数学』裳華房 (基礎物理学選書)1973
- 『エネルギーの話』小峰書店 (自然科学シリーズ) 1977
- 『太陽エネルギー』日本放送出版協会 (NHKブックス) 1981
- 『人間生活とエネルギー エネルギーは不足しているか』1985 岩波新書
- 『エクセルギー講義』太陽エネルギー研究所 1986
- 『「エクセルギー」のすすめ 熱力学の革命がはじまっている』講談社 (ブルーバックス)1988
- 『自然エネルギーの利用』コロナ社 (プロジェクトサイエンスシリーズ) 1990

### 共編著
- 『技術者のための物性物理』編著 日刊工業新聞社 1962
- 『液体の電気物性』編 槙書店 1964
- 『単位の辞典』編 ラテイス 1965
- 『生物物理の基礎』編 朝倉書店 1970
- 『物理数学演習』押田勇雄 [ほか]編著 裳華房 (基礎物理学選書 1980
- 『都市の水循環』編,ソーラーシステム研究グループ著 日本放送出版協会 (NHKブックス) 1982
- 『現代エネルギー工学概論』編著,本間琢也[ほか]共著 オーム社 1983
- 『都市のゴミ循環』編、ソーラーシステム研究グループ著 日本放送出版協会 (NHKブックス) 1985
- 『熱力学』藤城敏幸共著 裳華房 (基礎物理学選書) 1998

### 翻訳
- H.T.Epstein『生物物理学入門』監訳 槙書店 1966
- アラン・アイザックス『現代科学入門 新しい自然科学像への招待』講談社 (ブルーバックス)1969
- M.スミス『数理生物学序説』監訳 みすず書房 1970